# СКА (стадион, Одесса)
Стадион СКА — футбольный стадион в Одессе, прежняя домашняя арена футбольных клубов СК «Одесса» и «СКА-Лотто». Построенный в 1966 году на месте старого стадиона, который был там расположен с 1927 года. Изначально вмещал 30 000 зрителей, по новым данным может принять 15 000 любителей футбола, места для которых частично оборудованы индивидуальными пластиковыми сидениями. Стадион располагает искусственным освещением.

## История
В 1927 году на месте расположения современного стадиона СКА появилась футбольная арена, которая получила название стадион «Пищевик». В современном же виде спортивный комплекс СКА был возведен в 1966 году усилиями солдат на месте старого деревянного стадиона. Инициатива принадлежала тогдашнему командующему Одесским военным округом, генералу армии Амазаспу Бабаджаняну. Стадион был рассчитан на 30 000 зрителей, был оборудован искусственным освещением и содержал беговые дорожки вокруг футбольного поля. Длительное время стадион СКА был домашней ареной одесского армейского клуба, который во времена независимости Украины изменил название на СК «Одесса», кроме того в 90-х годах XX века на стадионе свои матчи проводила команда «СКА-Лотто». Все это время арена была сначала на балансе министерства обороны СССР, а впоследствии перешла в собственность министерства обороны Украины.
В 2006 году по поручению тогдашнего министра обороны Украины Анатолия Гриценко, директор Центрального специализированного строительного управления МО «Укроборонбуд» Вячеслав Мельник должен был от имени министерства заключить соглашения паевого участия в строительстве жилья, подряда на капитальное строительство и ряд других соглашений. Воспользовавшись доверенностью, Мельник за бесценок продал около 30 военных городков, в том числе и спортивный комплекс одесского СКА, который находился на территории военного городка № 216. 15 мая 2006 года был заключен инвестиционный договор с компанией «Гринкойн» (владелец — Евгений Деев), которая обязалась на месте стадиона СКА построить жилищный квартал и предоставить часть квартир военным. Соглашение распространялось на все сооружения комплекса, кроме непосредственно футбольного поля. В результате аферы владельцев фирмы («Гринкойн»), им удалось закрепить свои права на стадион стоимостью свыше 30 миллионов гривен, тогда как министерство обороны Украины не получило ничего. Впоследствии арена была передана в собственность компании «Юг-инвест». В 2008 году президентом Украины Виктором Ющенко был инициирован вопрос передачи стадиона в коммунальную собственность, однако длительные судебные тяжбы время от времени завершались поражениями военной прокуратуры.
Время от времени на стадионе СКА всё же проводятся футбольные поединки, так в 2010 и 2011 годах на поле стадиона были проведены отдельные матчи чемпионата и кубка Одессы по футболу. По информации СМИ в марте 2017 года министерство обороны Украины вернуло стадион  в свою собственность.